# Miên Thần
Miên Thần (giản thể: 绵臣; phồn thể: 綿臣) là tên một nhân vật sống vào thời nhà Hạ, ông là vị thủ lĩnh cuối cùng của quốc gia bộ lạc Hữu Dịch trong lịch sử Trung Quốc.
Theo ghi chép của Giáp cốt văn thì Miên Thần vừa là nhà lãnh đạo giỏi cũng vừa là một chiến binh quả cảm, dưới thời ông cai trị nước Hữu Dịch phát triển đến mức độ tối cường thịnh. Bấy giờ bên cạnh nước Hữu Dịch có nước Thương cũng đang trên đà thăng tiến, quân chủ nước ấy là Vương Hợi cũng rất chăm do cải cách kinh tế và rèn luyện quân đội khiến Miên Thần không thể không chú ý. Nếu cứ tiếp tục như vậy nước Thương lớn mạnh sẽ cạnh tranh trực tiếp đến địa vị của nước Hữu Dịch, Miên Thần bề ngoài vẫn tỏ vẻ giao hảo bình thường với nước Thương nhưng bên trong ngấm ngầm chuẩn bị lực lượng để đánh úp. Cho đến một hôm Miên Thần bất ngờ đưa quân tập kích vào thành nước Thương, Vương Hợi do chủ quan không kịp trở tay thua to tháo chạy. Trên đường quân Thương rút lui Miên Thần đã bố trí sẵn phục kích nên giết chết được Vương Hợi, chỉ có em của Vương Hợi là Vương Hằng dẫn theo cháu nhỏ là Thượng Giáp Vi cùng một số tàn quân trốn thoát lui vào rừng sâu làm căn cứ địa tổ chức đánh tỉa lâu lâu dài mà thôi.
Sau khi đánh bại nước Thương thì Miên Thần sinh ra kiêu ngạo khinh địch, trong khi đó chú cháu Vương Hằng ở trong rừng vẫn chịu khó chiêu mộ nhân tài vật lực chờ thời cơ phục quốc. Sau nhiều năm chuẩn bị, khi cảm thấy thanh thế đã đủ mạnh có thể đánh địch Vương Hằng cùng cháu mở cuộc tổng tấn công tổng lực quyết định đánh mạnh vào thành đô nước Hữu Dịch. Lần này đến lượt Miên Thần bị động quân đội thua liểng xiểng bỏ chạy rồi bị giết chết trong đám loạn quân khiến cho nước Hữu Dịch cũng thôi tồn tại, Sử Ký Tư Mã Thiên không ghi chép rõ ràng về sự kiện này cho nên nó trở thành điều bí ẩn của lịch sử cho tới khi văn tự Giáp Cốt được khai quật thì người ta mới sáng tỏ và hiểu biết nhiều đến nhân vật Miên Thần này vậy.